# Coniopteryx (Coniopteryx) notata
Coniopteryx (Coniopteryx) notata is een insect uit de familie van de dwerggaasvliegen (Coniopterygidae), die tot de orde netvleugeligen (Neuroptera) behoort. 
Coniopteryx (Coniopteryx) notata is voor het eerst wetenschappelijk beschreven door Kimmins in 1952.